# ۲۷ خرداد
۲۷ خرداد هشتاد و نهمین روز سال در گاه‌شماری خورشیدی است. به پایان سال ۲۷۶ روز (۲۷۷ روز در سال کبیسه) باقی‌است.

## رویدادها
- ۱۳۴۱ - قهرمانی برزیل در جام جهانی ۱۹۶۲
- ۱۳۶۱ - تأسیس دانشگاه آزاد اسلامی
- ۱۳۸۴ - نهمین دورهٔ انتخابات ریاست جمهوری ایران
- ۱۳۸۵ - رقابت ۲۷ خرداد ۱۳۸۵ تیم ملی فوتبال ایران با تیم ملی فوتبال پرتغال در جام جهانی فوتبال ۲۰۰۶
- ۱۳۸۸ - راهپیمایی و تظاهرات معترضان به نتیجه انتخابات دوره دهم ریاست جمهوری از میدان هفت تیر تهران تا میدان ولی‌عصر.
- ۱۳۸۸ - بازداشت فعالان سیاسی و اجتماعی از جمله ابراهیم یزدی و محمدرضا جلایی‌پور.
- ۱۳۸۸ - رقابت ۲۷ خرداد ۱۳۸۸ تیم ملی فوتبال ایران با تیم ملی فوتبال کره جنوبی در مرحله مقدماتی جام جهانی فوتبال ۲۰۱۰ (آسیا)

## مناسبت‌ها
- روز جهانی بیابان‌زدایی

## زادروزها
- ۱۳۱۷ - نرسی گرگیا، بازیگر
- ۱۳۸۴ - ابوالفضل آدینه‌زاده، از کشته‌شدگان خیزش ۱۴۰۱ ایران

## مرگ‌ها
- ۱۳۹۲ - جلیل شهناز، موسیقی‌دان و نوازندهٔ تار
- ۱۳۷۹ - نصرت رحمانی، شاعر